# Comitati d’Azione per l’Universalità di Roma
Die Comitati d’Azione per l’Universalità di Roma (CAUR) (etwa: Aktionskomitees für die Universalität von Rom) waren eine italienische faschistische Organisation. Sie wurden 1933 unter Benito Mussolini gegründet. Laut dem Zeithistoriker Sven Reichardt stellten die CAUR den „kurzlebigen Versuch einer internationalen Vereinigung der faschistischen Parteien“ dar. Mit Vereinigung ist aber nicht etwa ein rechtlicher Zusammenschluss, sondern eine internationale Zusammenarbeit faschistischer Bewegungen gemeint, ein Gegenstück zur Kommunistischen Internationale. Leiter war General Eugenio Coselschi.
Die CAUR waren aber wenig erfolgreich, da die Schaffung einer Faschistischen Internationale unter italienischer Ägide bei den beteiligten Bewegungen der europäischen Rechten nicht konsensfähig war. Dies zeichnete sich bereits im Dezember 1934 am ersten Kongress in Montreux ab. Das Treffen hatte die Schweizerische Faschistische Bewegung organisiert. Dort nahmen Vertreter von 15 Organisationen teil; die NSDAP war aber nicht eingeladen.
Darüber hinaus verlor Mussolini aus innenpolitischen Gründen das Interesse an einer Unterstützung der Comitati. Nach verschiedenen Wendungen in der Ausrichtung der CAUR veranlasste das Propagandaministerium 1939 deren Auflösung.